# Бакс (округ)
Бакс (англ. Bucks County) — округ в штате Пенсильвания, США. Официально образован в ноябре 1682 года. По состоянию на 2010 год, численность населения составляла 625 249 человек.

## География
По данным Бюро переписи США, общая площадь округа равняется 1 610,982 км2, из которых 1 572,132 км2 суша и 38,850 км2 или 2,370 % это водоёмы.

## Население
По данным переписи населения 2000 года в округе проживает 597635 жителей в составе 218 725 домашних хозяйств и 160 981 семей. Плотность населения составляет 1034,70 человек на км2. На территории округа насчитывается 225 498 жилых строений, при плотности застройки около 143,00-х строений на км2. Расовый состав населения: белые — 86,60 %, афроамериканцы — 3,90 %, коренные американцы (индейцы) — 0,30 %, азиаты — 4,10 %, гавайцы — 2,10 %, представители других рас — 1,10 %, представители двух или более рас — 0,70 %. Испаноязычные составляли 4,40 % населения независимо от расы.
В составе 35,30 % из общего числа домашних хозяйств проживают дети в возрасте до 18 лет, 61,20 % хозяйств представляют собой супружеские пары проживающие вместе, 8,80 % домохозяйств представляют собой одиноких женщин без супруга, 26,40 % домашних хозяйств не имеют отношения к семьям, 21,50 % домашних хозяйств состоят из одного человека, 8,10 % домашних хозяйств состоят из престарелых (65 лет и старше), проживающих в одиночестве. Средний размердомашнего хозяйства составляет 2,69 человека, и средний размер семьи — 3,17 человека.
Возрастной состав округа: 25,70 % моложе 18 лет, 7,00 % от 18 до 24, 30,70 % от 25 до 44, 24,30 % от 45 до 64 и 24,30 % от 65 и старше. Средний возраст жителя округа 38 лет. На каждые 100 женщин приходится 96,30 мужчин. На каждые 100 женщин старше 18 лет приходится 93,40 мужчины.
Средний доход на домохозяйство в округе составлял 59 727 USD, на семью — 68 727 USD. Среднестатистический заработок мужчины был 46 587 USD против 31 984 USD для женщины. Доход на душу населения составлял 27 430 USD. Около 3,10 % семей и 4,50 % общего населения находились ниже черты бедности, в том числе — 4,80 % молодежи (тех, кому ещё не исполнилось 18 лет) и 5,50 % тех, кому было уже больше 65 лет.